# عبيدة (اسم)
عُبَيدة هو اسم علم مذكر من أصل عربي، ومعناه هو تصغيرعَبَدَ، أو تصغير عُبَيد، ويعني الشخص الذي يخلص في عبادته لله، أي العبادة الخالصة والتفاني في الطاعة والخضوع لله تعالى.
ويجوز أن يكون الاسم تصغير «عبدة» وهي الناقة الشديدة مدق الطيب.ومعناه الرقيق والنبيل وأبو عبيدة عامر بن الجراح هو صحابي، فارس وقائد عسكري ومن المبشرين العشرة بالجنة عند المسلمين.
والبعض يُطلقون الاسم على الأنثى، مثل: عبيدة الطنبورية (ت نحو 220هـ) مغنية من بغداد.

## شخصيات تحمل الاسم
- عبيدة بن الحارث ( – 624)
- عبيدة بن سفيان الحضرمي
- عبيدة بن عبد الرحمن السلمي
- عبيدة بن عمرو السلماني
- عبيدة بن معتب الضبي (أحد رواة الحديث النبوي المتروكين)
- عبيدة بن هبان المذحجي
- عبيدة بن هلال اليشكري
- عبيدة حمزة (14 يوليو 1996 – )
- عبيدة نحاس (13 يناير 1976 – )
- أبو عبيدة ( كنية الناطق الرسمي لكتائب الشهيد عز الدين القسام )

## وصلات خارجية
- موسوعة السلطان قابوس لأسماء العرب نسخة محفوظة 5 أبريل 2019 على موقع واي باك مشين.